# Kurt Stenberg
Kurt Enoch Stenberg (19 luglio 1888 – 26 marzo 1936) è stato un ginnasta finlandese.

## Palmarès

### Olimpiadi
- Bronzo a Londra 1908 nel concorso a squadre.